# Западно-Карельская магистраль
Западно-Карельская магистраль — историческая железная дорога. Практически на всём своём протяжении она проходит по Западно-Карельской возвышенности, преодолевая многочисленные скальные выходы, сильно заболоченные местности, реки и ручьи.

Магистраль проходит по территориям Суоярвского (105,9 км), Муезерского (238,2 км), Калевальского (50,5 км) районов. Позднее были построены участки Ледмозеро — Костомукша и Кочкома — Ледмозеро, которые пролегли по территориям Костомукшского городского округа и Сегежского района. Посредством построенного в 2001 году участка Кочкома — Ледмозеро Западно-Карельская магистраль превратилась из тупиковой в транзитную, соединив линии Петрозаводск — Суоярви и Маткаселькя — Суоярви с Мурманской железной дорогой.

## Общие сведения
Линия начинается от узловой станции Суоярви I и закачивается тупиковой станцией Юшкозеро. Имеет следующие ответвления: Брусничная — Лендеры, Ледмозеро — Костомукша-Пассажирская — госграница и Ледмозеро — Кочкома. Участок Суоярви — Ледмозеро — Костомукша с автоблокировкой, Брусничная — Лендеры с электрожезловой системой. На остальных участках движение поездов осуществляется по путевой записке.
В настоящее время (2019 год) ни один из участков не электрифицирован. Участок Ледмозеро — Боровая — Юшкозеро полностью заброшен Боровая (станция)#/media/Файл:Станция_Боровая,_Вандализм.jpgБоровая (станция)#/media/Файл:Станция_Боровая,_переезд.jpgЮшкозеро (станция)#/media/Файл:Ст._Юшкозеро,_выходной_светофор.jpg.

## История
Главной задачей было освоение территорий, практически не тронутых цивилизацией: практически полное отсутствие населения и автомобильных дорог. Транспортное развитие Карельской АССР было необходимо для вывоза лесных материалов, шедших на восстановление народного хозяйства в послевоенные годы. Дорога имела также военно-стратегическое значение, поскольку проходила вдоль государственной границы.

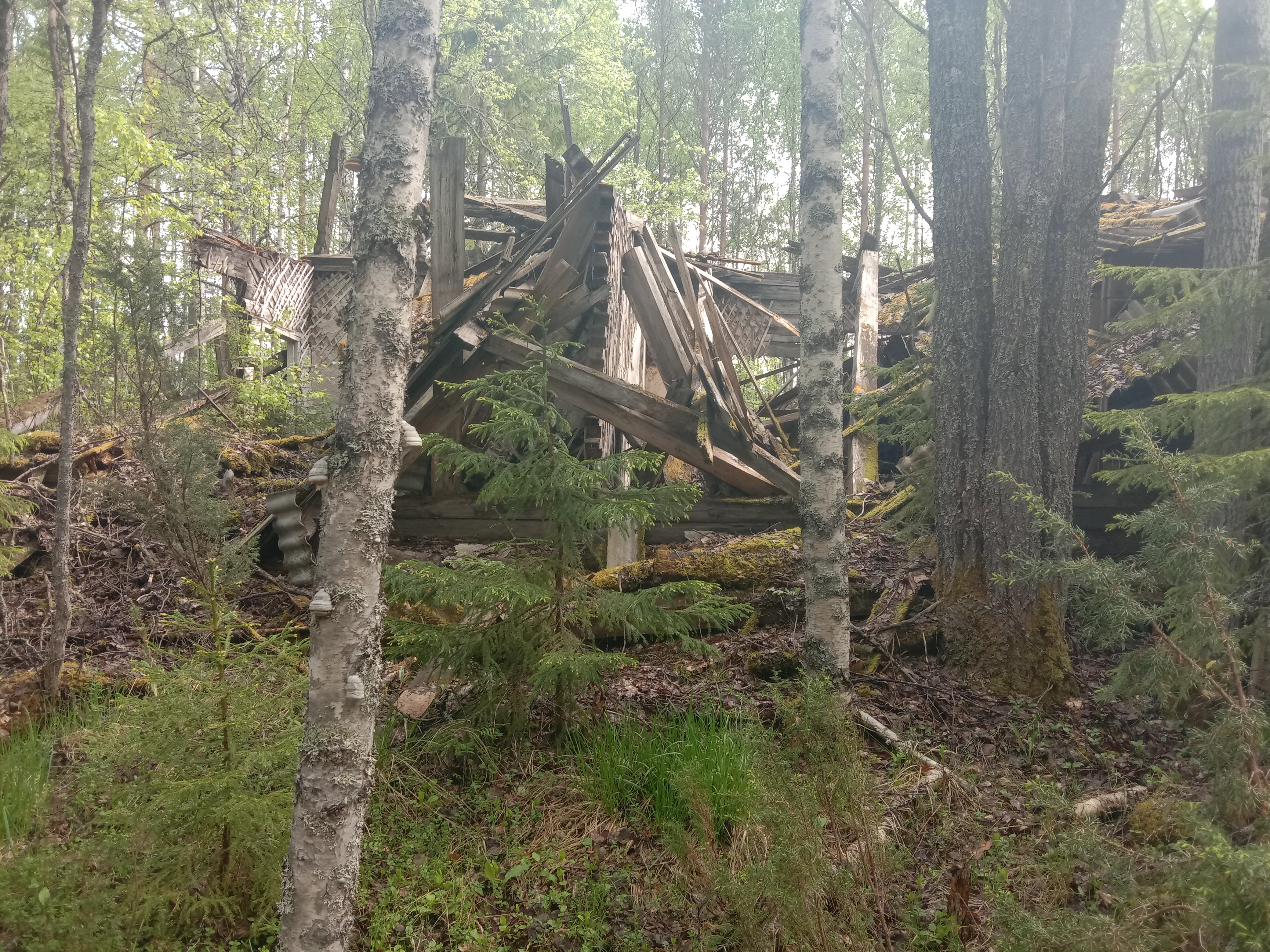
Казарма 98 км. Развалины казармы железнодорожников.

Железнодорожное строительство в Карелии начали подразделения и спецформирования УВВР-2. После упразднения этих фронтовых восстановительных организаций начатые работы продолжили коллективы воинов-железнодорожников. Строительство велось в тяжёлых условиях. Будущая магистраль проходила по практически ненаселённой местности, изобилующей выходами скальных пород и глубокими торфяниками. Полностью отсутствовали дороги. С огромными сложностями доставлялась к месту работы тяжёлая техника, стройматериалы, горючее и продовольствие. Для этого на протяжении всей трассы пришлось параллельно железной дороге прокладывать временную автодорогу. Большие участки автодороги проходили через болота. 35% построенных автодорог лежало на сланевом основании. Не раз процесс строительства прерывался нахождением сохранившихся со времён Великой Отечественной войны боеприпасов, которые обнаруживали строители. В процессе прокладки железной дороги росли лесозаготовительные и лесообрабатывающие предприятия, открывались новые населённые пункты при новых железнодорожных станциях общей жилой площадью в 7000 квадратных метров, как временные  (на период строительства), так и существующие по сей день: Лахколампи, Гимолы, Пенинга, Тумба, Волома, Муезерский, Боровой, Новое Юшкозеро и некоторые другие. Почти на всех станциях и некоторых перегонах (блокпост 95 км) строились подъездные пути для вывоза леса с местных леспромхозов.
Пик нагрузки на железнодорожные службы пришёлся на конец 1980-х годов. Шли составы, гружёные лесоматериалами, нефтепродуктами, продукцией Костомукшского горно-обогатительного комбината, другими грузами, ежедневно ходили два пассажирских поезда. Позднее объёмы перевозок значительно снизились, и железная дорога перестала быть главной транспортной артерией Западной Карелии.

### Первая очередь

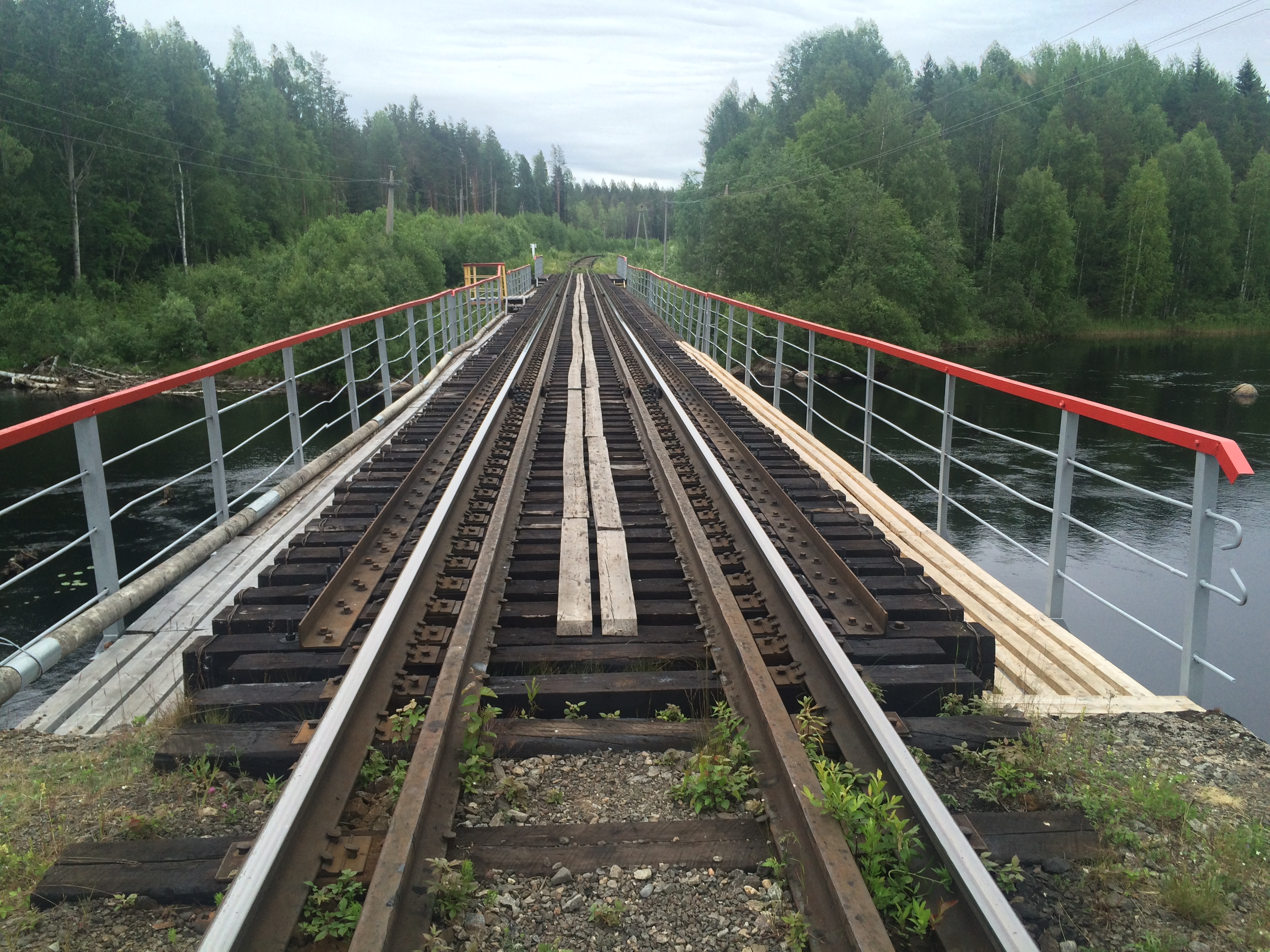
Мост через р. Шуя около бывшей платформы Пусойсваара.

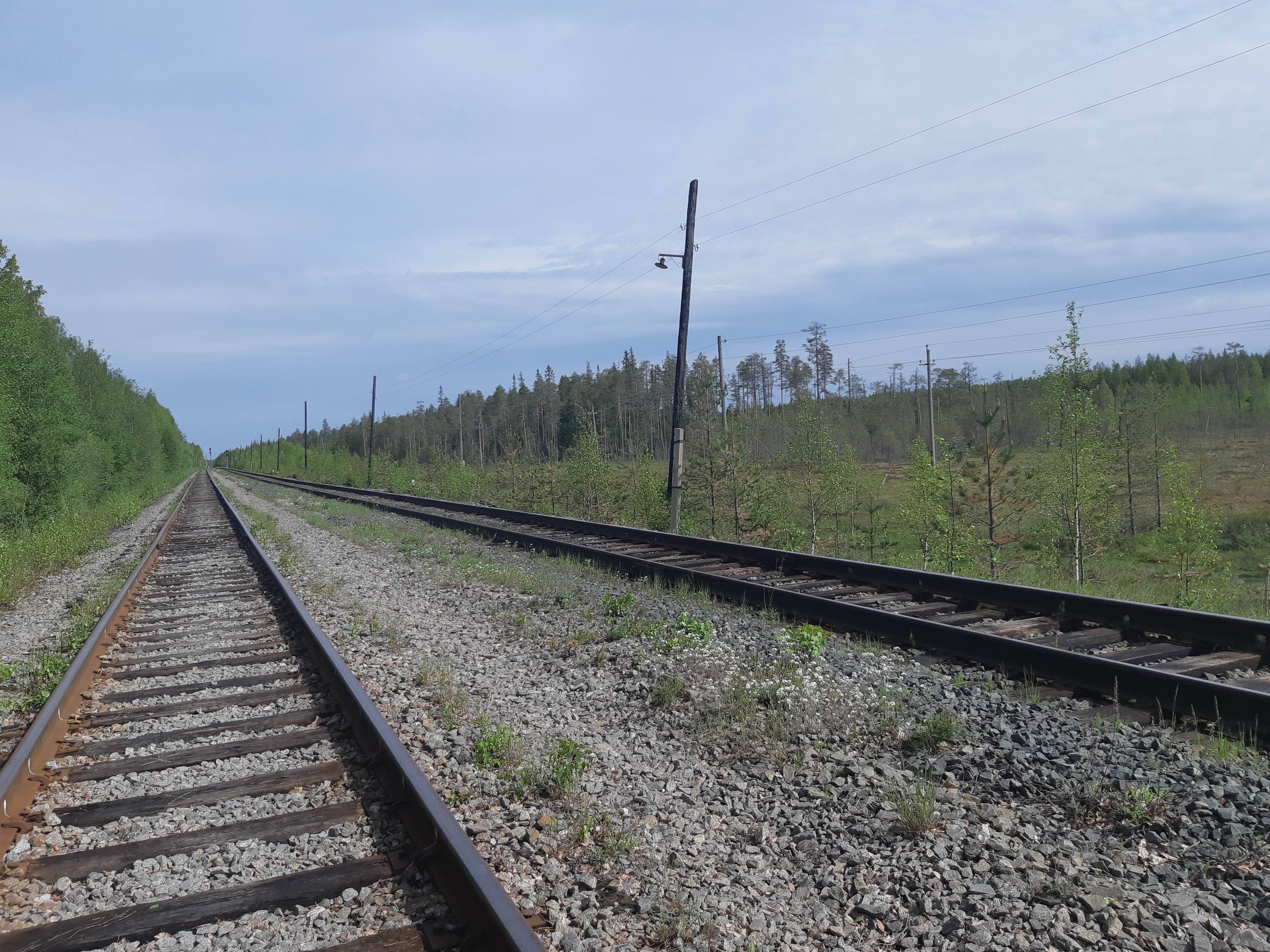
Пути ст. Руголамби.

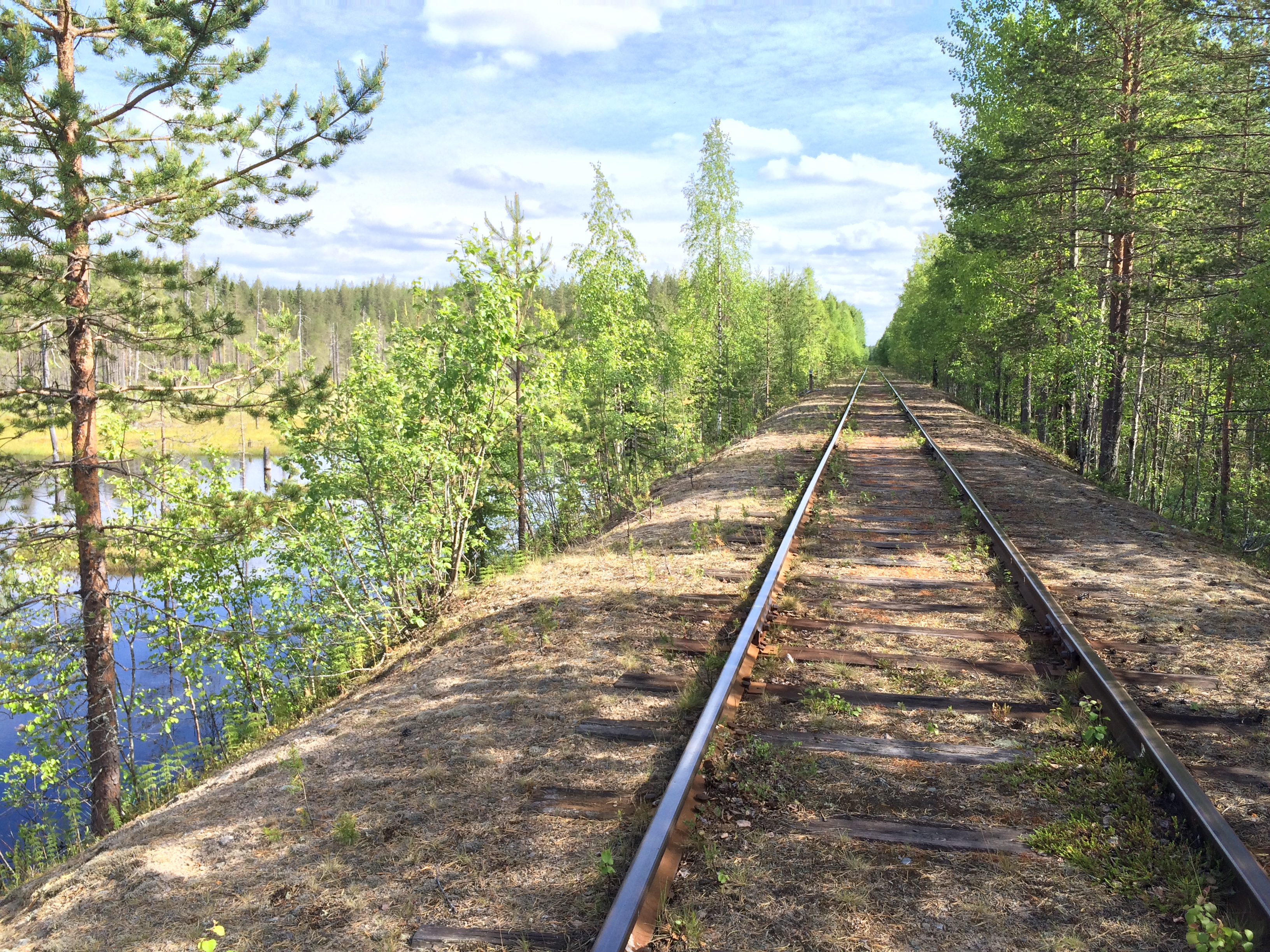
41 км перегона Брусничная — Лендеры.

Первая очередь Западно-Карельской магистрали была завершена в 1959 году и составила 207 км. Конечной была станция Лендеры. Строительство линии началось в 1949 году с капитального ремонта уже существовавшей тридцатикилометровой ветки Суоярви — Найстенъярви, построенной в период с 1924 по 1927 год и доставшейся Советскому Союзу от завоёванной финской территории. В процессе этого ремонта были ликвидированы следующие станции: Кайпаа,  Сулкуярви и Раясуванто, а станция Найстенъярви была перенесена на 1400 метров севернее. При этом, двумя километрами южнее станции Кайпаа, была открыта новая станция Суоярви II, имевшая, в основном, грузовое назначение. Далее, от Найстенъярви, ветка потянулась в северном направлении, и уже 30 сентября 1956 года были открыты станции Поросозеро и Акконъярви, а к 1957 году был открыт перегон Акконъярви — Гимольская. 1 ноября 1960 года открылись станции рзд. 123 км, Руголамби, Суккозеро, Суун, Мотко, рзд. 197 км и, наконец, конечная станция Лендеры. На станции Суккозеро (изначально рзд. 140 км) было построено паровозное депо. Был возведён стометровый железнодорожный мост через реку Суна.
Примечательно, что

Ещё в 1908 в целях усиления связи края с русскими рынками Олонецкое губернское земство при поддержке губернатора Н.В.Протасьева выдвинуло идею строительства железной дороги Петрозаводск — Лендеры, однако этот проект был отклонён правительством— https://muezersky.ru/poselen/1387784480/1387784509/

### Вторая очередь

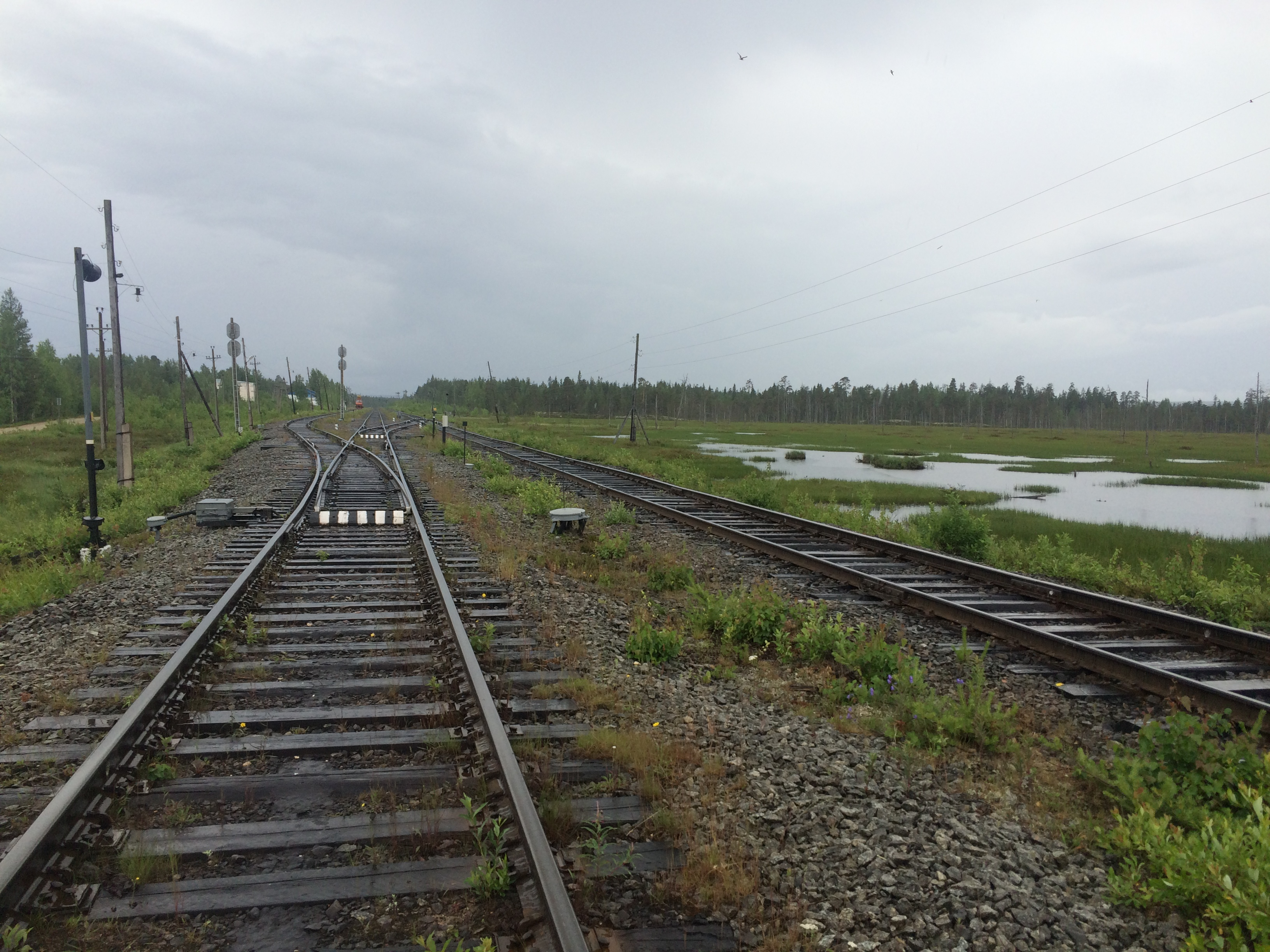
Пути станции Пенинга.

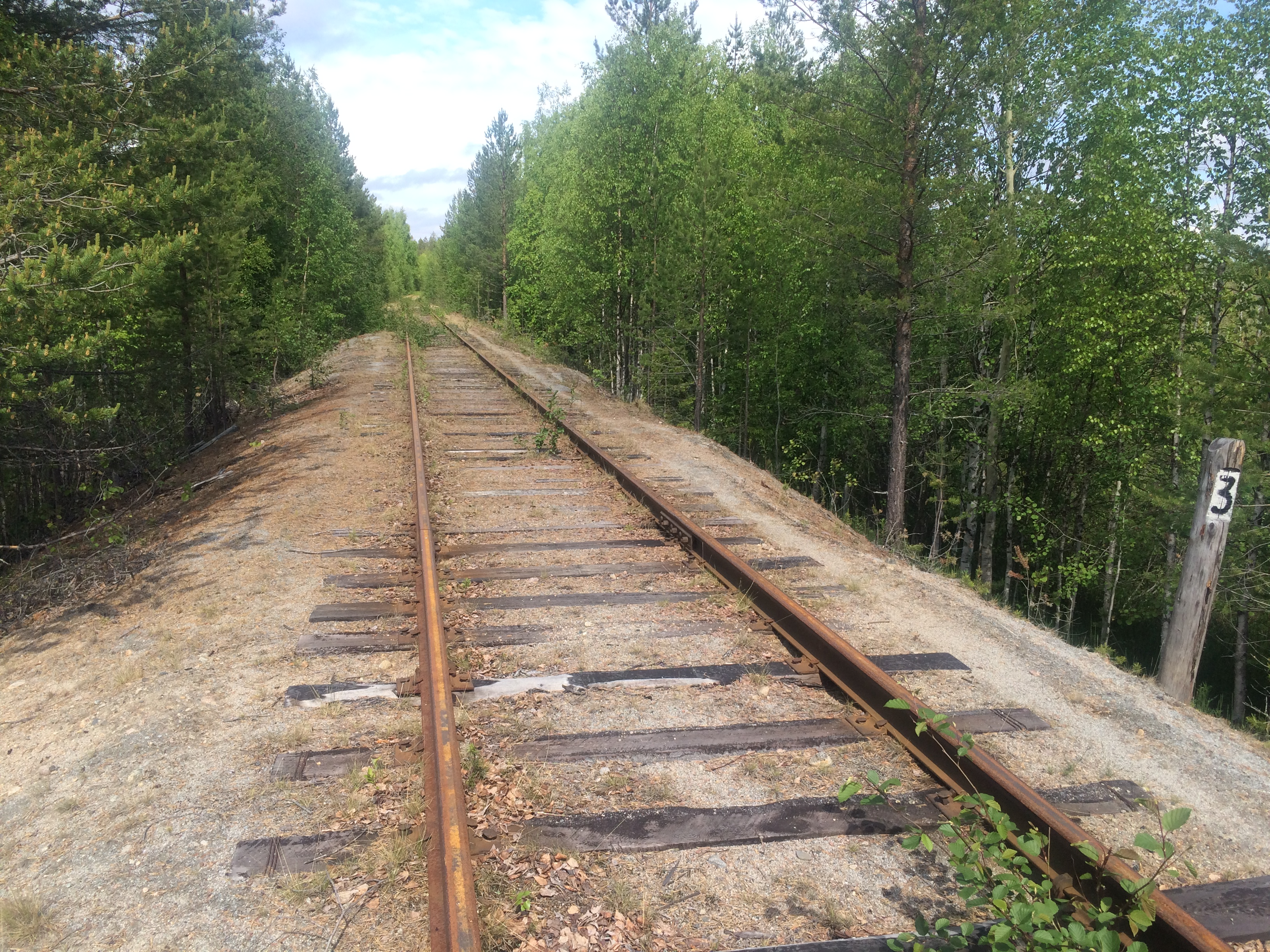
Пути возле бывшего ост. п. Вирда.

При начале строительства второй очереди линии возникла необходимость в дополнительной станции, от которой и должна была пойти новая ветка на Юшкозеро. Местом примыкания стал остановочный пункт Таразма (по названию близлежащего озера). Новая станция получила наименование Брусничная. При этом, во избежание путаницы, отсчёт на ветке Брусничная — Лендеры «обнулился»: станция Брусничная получила нулевую ординату, а Лендеры — 60,3 км.

В октябре 1963 года году открылось железнодорожное сообщение на участке Брусничная – Муезерка.
25 ноября 1964 года, с началом регулярного движения пассажирских поездов по участку Муезерка — Юшкозеро, строительство Западно-Карельской железной дороги было завершено. Военными железнодорожниками был выполнен колоссальный объём работ: вынуто и перемещено 13 млн кубометров скального грунта, уложено 474 км пути, возведено 129 искусственных сооружений, в том числе большие мосты через Волому, Муезерку, Тикшозерку, Ледму, Растас и Чирку-Кемь. Через последнюю сооружение моста составило особую сложность. Были открыты следующие станции (включая станционные здания и прочую инфраструктуру): Кангас, Пенинга, Сонозеро, Сельга, Муезерка, рзд. 254 км, Ледмозеро, Хижозеро (закрыта), Боровая (не работает) и Юшкозеро (не работает).

### Ледмозеро — Костомукша — Кивиярви

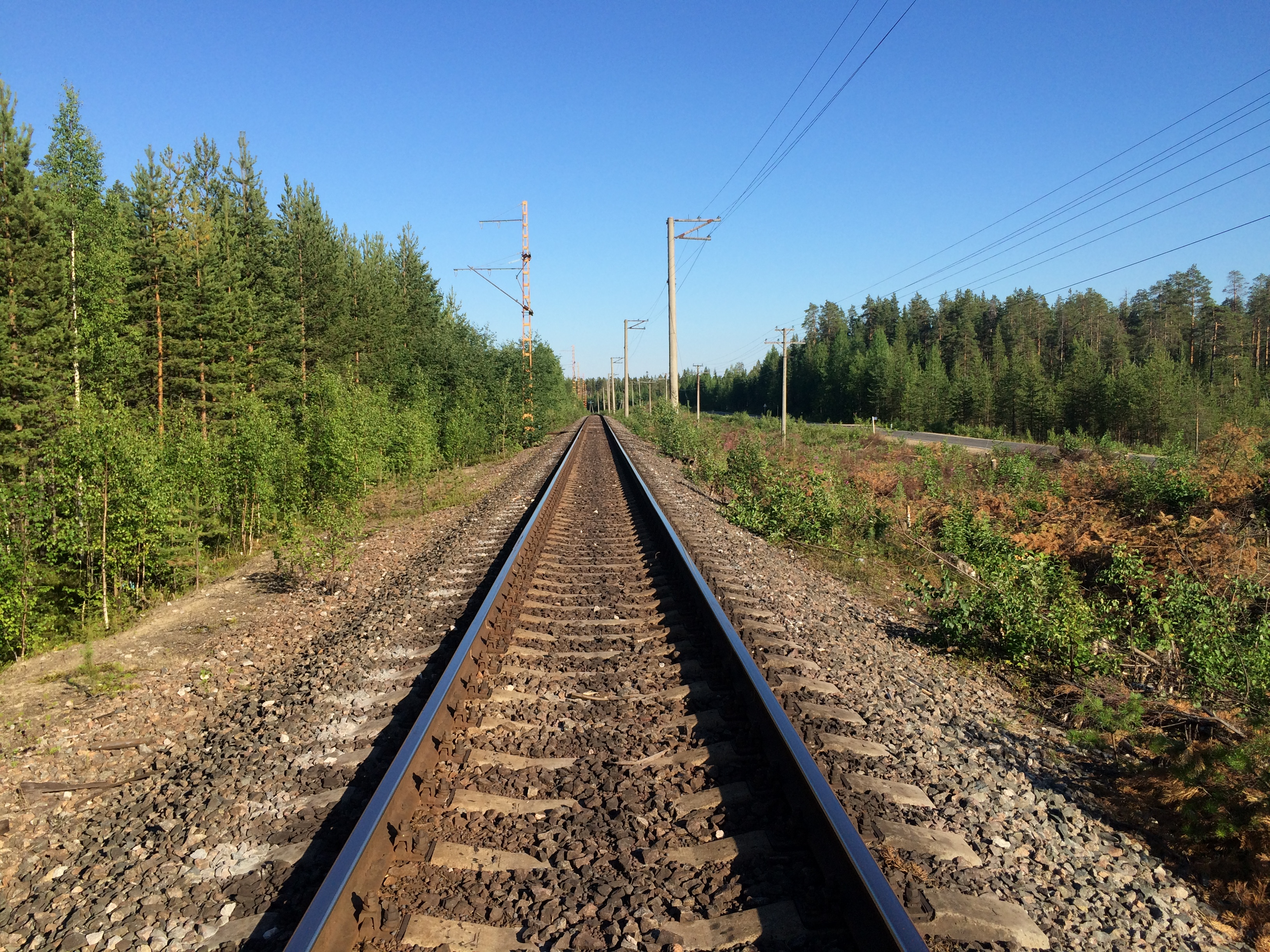
Бывшая пл. Вонгозеро.

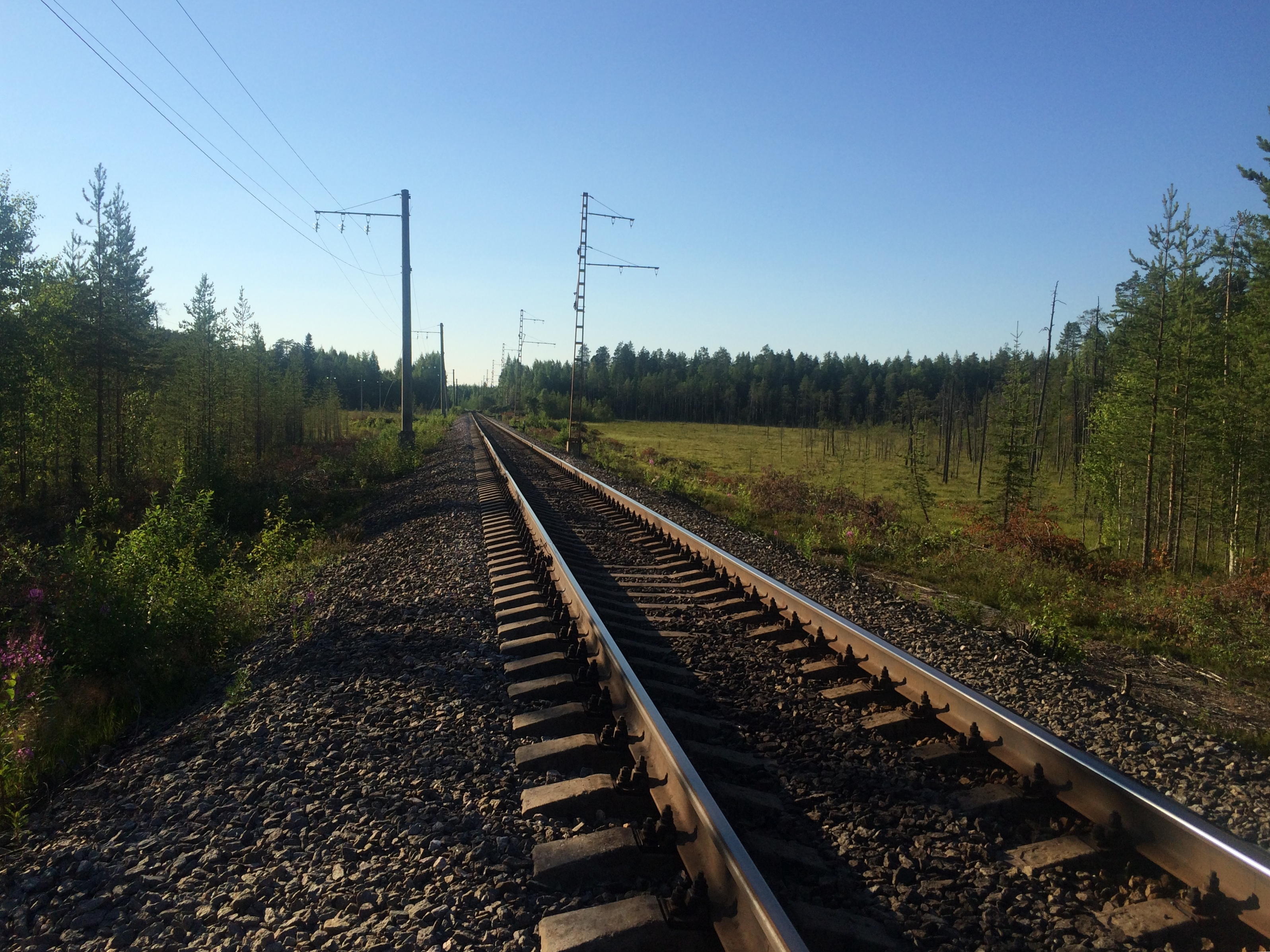
Бывшая пл. 41 км.

После подписания в 1973 году советско-финляндского соглашения о совместном строительстве Костомукшского ГОК, в июле 1974 года генеральная дирекция комбината начала набор рабочих для строительства железнодорожной ветки от станции Ледмозеро. Эту дорогу строили солдаты железнодорожных войск. Также в сооружении ветки под лозунгом «Даешь Костомукшу!» принимали участие комсомольцы и молодёжь всех братских республик страны. В 1979 году началось рабочее движение по построенной железной дороге и завершилось сооружение автомагистрали А137, связывающей Костомукшу с Ледмозером.  2 июля 1982 года первая партия железорудного концентрата отправилась к металлургам Новолипецка. Вскоре, вступил в строй цех по производству окатышей, и 2 сентября ГОК отправил первый эшелон с окатышами на комбинат Челябинска. 16 июня 1982 года прошёл первый пассажирский поезд до Костомукши. Это стало возможным после постройки участков дороги Костомукша-Товарная и Костомукша-Пассажирская. В расписании движения по Октябрьской железной дороге появился новый маршрут «Петрозаводск — Костомукша».

### Кочкома — Ледмозеро

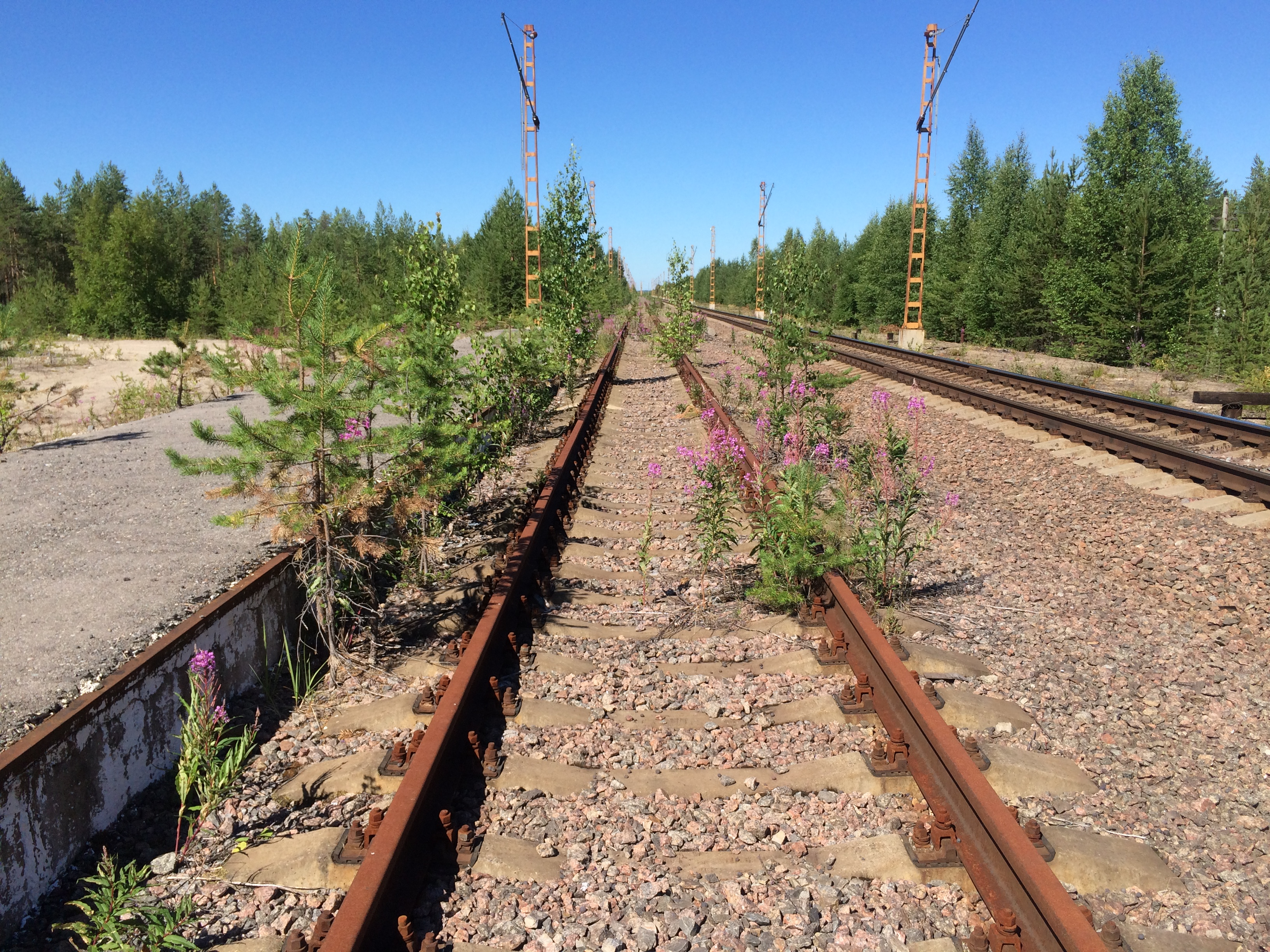
Замороженная станция Ругозеро.

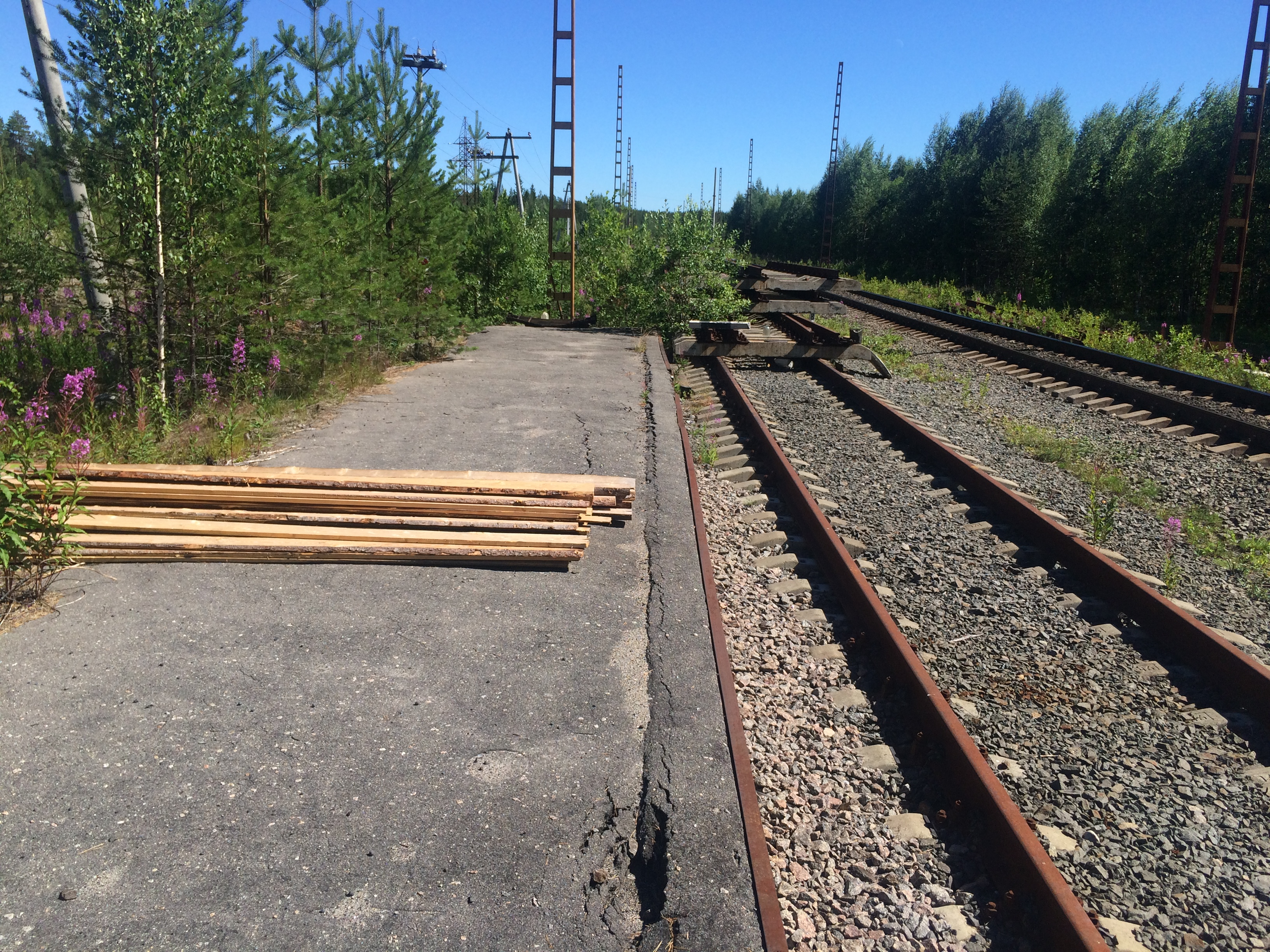
Замороженная станция Кучозеро.

В период с 1992 по 1999 год велось строительство первой негосударственной дороги длиной 126 км, которая должна была соединить Мурманскую железную дорогу с Западно-Карельской дорогой и линией Ледмозеро — Костомукша — Кивиярви — Вартиус (Финляндия). Частично дорога прошла по построенной в конце 1950-х гг. железной дороге Кочкома-Вача (в 1960-х гг. на ней имелось пассажирское движение). Железная дорога была запроектирована как линия второй категории с максимальной пропускной способностью до 28 млн тонн грузов в год. Эта дорога должна была обслуживать не только АО «Карельский окатыш» (бывш. Костомукшский ГОК), но и обеспечить кратчайший выход к северным морским портам (Архангельскому и Мурманскому), а также явиться первым участком будущей магистрали Белкомур. Первый 22-километровый участок новой дороги был введён в строй в декабре 1994 года, но вся дорога была не открыта. Строительство было приостановлено в 1997 году и возобновлено в августе 1998 года, однако по состоянию на 1 января 1998 года на строительстве линии уже было освоено около 80 % проектных объёмов работ стоимостью 450 млрд руб. Общая стоимость строительства 181 млн руб. в ценах 84 года, или ориентировочно 9 млрд руб. в текущих ценах. В итоге в 1998 году (распоряжение Правительства Москвы от 22.07.1998 года) строительство взяло на себя МПС. Генеральным подрядчиком по достройке железной дороги назначено ЗАО «Балтийская строительная компания». Пусковой комплекс 2001 года предусматривал ввод достраиваемого участка с выполнением в полном объёме работ по путевому комплексу, строительством узловой станции Ледмозеро II и реконструкцией существующей станции Кочкома. Пусковым комплексом предусматривалось строительство объектов и устройств по электрификации на переменном токе на участке Кочкома — Ледмозеро — Костомукша-Товарная. Соединительная линия длиной 118,2 км была открыта для движения 22 апреля 2002 года. Были установлены опоры под контактную сеть, построены пять железнодорожных станций. В 2004 году руководство Октябрьской железной дороги планировало также привлечь финских и шведских инвесторов для финансирования работ по электрификации линии. По предварительным подсчетам, электрификация участка потребует вложения 300—400 миллионов рублей. Однако, по состоянию на 2019 год, проект по электрификации линии так и нереализован. Из пяти станций работает только Пертозеро, остальные заморожены.

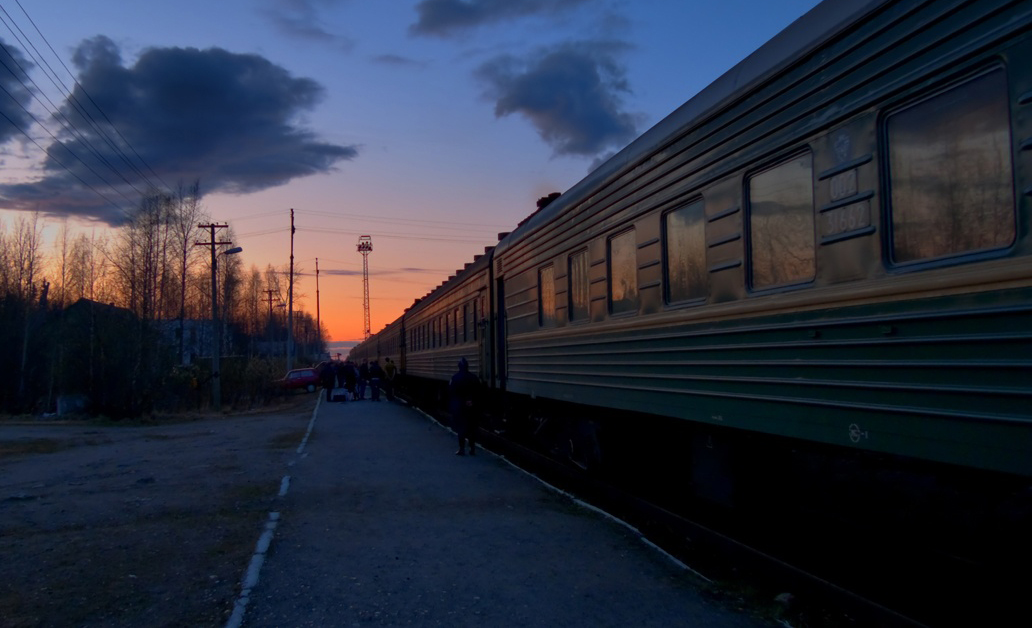
Поезд № 350 на ст. Суккозеро.

## Пассажирское сообщение
На участке Суоярви — Костомукша курсируют пассажирские поезда дальнего следования: № 680 сообщением Петрозаводск — Костомукша — Петрозаводск  и № 350 сообщением Санкт-Петербург — Костомукша — Санкт-Петербург .

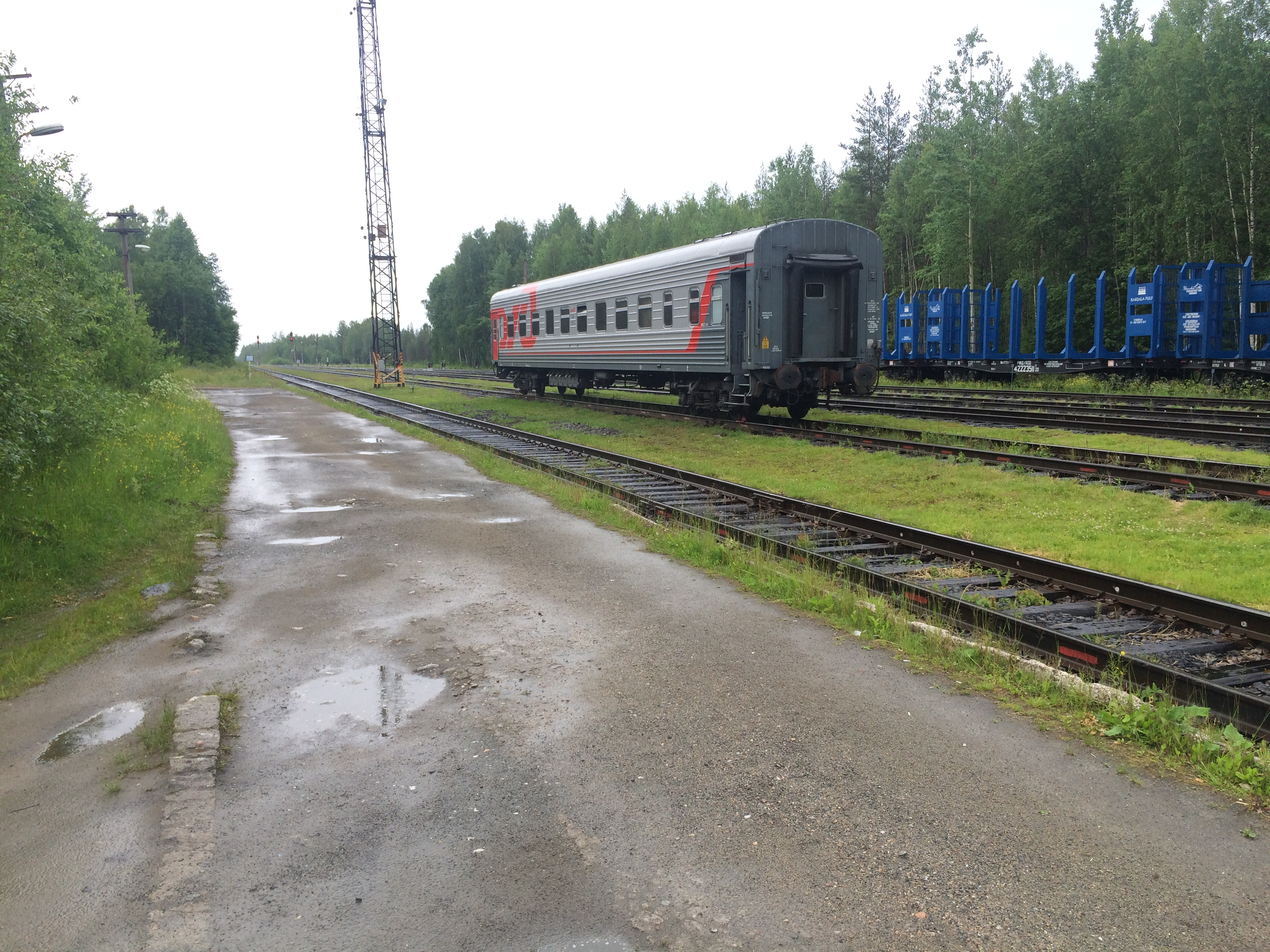
Вагон на Лендеры на ст. Суккозеро.

На участке Суккозеро — Лендеры курсируют пригородные поезда сообщением Суккозеро — Лендеры — Суккозеро .
По станции Суоярви I также проходит поезд № 160 сообщением Москва — Петрозаводск — Москва  и отправляется поезд № 681А сообщением Суоярви — Петрозаводск .

## Станции и остановочные пункты

### Первая и вторая очередь
| Оче- редь | Название                   | Ордината | Национальное название    | Дата открытия | Фотография | Примечание                                       |
| --------- | -------------------------- | -------- | ------------------------ | ------------- | ---------- | ------------------------------------------------ |
| 1         | Суоярви I                  | 0,000    | Suojärvi                 | 01.01.1923    |            | узловая станция                                  |
| 1         | Вяликюля                   | 2,100    | Välikylä                 | 31.03.1933    |            | финская платформа                                |
| 1         | Суоярви II                 | 3,140    |                          | 1956          |            | грузовая станция                                 |
| 1         | Wiborg Wood Company        | 3,800    | фин                      | ?             |            | бывший пункт примыкания к заводу                 |
| 1         | Кайпаа                     | 5,500    | Kaipaa                   | 23.05.1924    |            | бывшая финская станция                           |
| 1         | Койвуниеми (ост. п. 10 км) | 9,000    | Koivuniemi               | 01.06.1936    |            | финская и советская платформа                    |
| 1         | Миеккалампи                | 13,400   | Miekkalampi              | 16.04.1934    |            | финская платформа и пост примыкания              |
| 1         | Суоёки                     | 16,950   | Suojoki                  | 01.11.1926    |            | бывшая станция                                   |
| 1         | Пусойсваара                | 18,600   | Pusoisvaara              | 22.05.1937    |            | финская платформа и погрузочная площадка         |
| 1         | 22 км                      | 21,250   |                          | 1956          |            |                                                  |
| 1         | Раясуванто (Лапинъярви)    | 22,000   | Rajasuvanto (Lapinlahti) | 01.11.1926    |            | бывшая финская станция                           |
| 1         | Сулкуярви                  | 24,200   | Sulkujärvi               | 01.11.1926    |            | бывшая финская станция                           |
| 1         | Пурхавонка                 | 28,500   | Purhavonka               | ?             |            | бывший пункт примыкания                          |
| 1         | Найстенъярви               | 30,100   | Naistenjärvi             | 16.10.1927    |            | бывшая финская станция                           |
| 1         | Найстенъярви               | 31,470   |                          | 1956          |            |                                                  |
| 1         | Хярянвонка                 | 33,600   | Häränvonka               | дата          |            | бывший пункт примыкания                          |
| 1         | 35 км                      | 34,800   |                          | 1956          |            |                                                  |
| 1         | Лахколамен                 | 49,810   | Lahkolamen               | 1956          |            |                                                  |
| 1         | ост. п. 55 км              | 54,370   |                          | 1956          |            | Платформа обслуживала казарму железнодорожников  |
| 1         | ост. п. 57 км              | 56,850   |                          | 1956          |            | Платформа обслуживала пос. "57 км"               |
| 1         | Тумасозеро                 | 64,510   | Kostamus                 | 1956          |            | бывшая станция                                   |
| 1         | Поросозеро                 | 79,890   | Porajärvi                | 30.09.1956    |            |                                                  |
| 1         | Аконъярви                  | 85,210   | Akonjärvi                | 30.09.1956    |            |                                                  |
| 1         | 90 км                      | 89,800   |                          |               |            | КТСМ (служебная остановка)                       |
| 1         | Блокпост 95 км             | 94,700   |                          |               |            | бывший пункт примыкания лесовозной ветки         |
| 1         | Казарма 98 км              | 97,850   |                          | 1956          |            | железнодорожная казарма                          |
| 1         | 108 км                     | 107,000  |                          | 1956          |            | бывший посёлок железнодорожников                 |
| 1         | Гимольская                 | 109,470  | Himola                   | 1957          |            |                                                  |
| 1         | Петрогранит                | 122,500  |                          | 01.11.1960    |            | грузовая станция                                 |
| 1         | Руголамби                  | 132,540  | Rukalambi                | 01.11.1960    |            | техническая станция                              |
| 1         | Суккозеро                  | 139,420  | Sukkajärvi               | 01.11.1960    |            |                                                  |
| 1         | Брусничная                 | 147,100  |                          | 01.11.1960    |            | техническая узловая станция                      |
| 1         | о. п. 148 км               | 0,950    |                          | 01.11.1960    |            | бывший пос. Комсомольский                        |
| 1         | Суун                       | 12,300   | Suun                     | 01.11.1960    |            | бывшая станция                                   |
| 1         | о. п. 170 км (о. п. 23 км) | 22,800   |                          | 01.11.1960    |            | бывший посёлок железнодорожников                 |
| 1         | Мотко                      | 30,000   | Muotka                   | 01.11.1960    |            | бывшая станция                                   |
| 1         | о. п. 187 км (о. п. 40 км) | 39,800   |                          | 01.11.1960    |            | бывший посёлок железнодорожников                 |
| 1         | рзд. 197 км                | 49,600   |                          | 01.11.1960    |            | бывший разъезд                                   |
| 1         | Лендеры                    | 60,300   | Lentiera                 | 01.11.1960    |            |                                                  |
| 2         | Кангас                     | 159,980  | Kangas                   | октябрь 1963  |            | технический остановочный пункт                   |
| 2         | Нурми                      | 171,700  | Nurmi                    | октябрь 1963  |            | обслуживал одноимённый посёлок железнодорожников |
| 2         | Пенинга                    | 184,760  | Pieninkä                 | октябрь 1963  |            |                                                  |
| 2         | Волома                     | 197,150  | Voloma                   | октябрь 1963  |            | упразднён                                        |
| 2         | Сонозеро                   | 210,190  | Sonozero                 | октябрь 1963  |            | работает как остановочный пункт                  |
| 2         | Сельга                     | 224,830  | Selgä                    | октябрь 1963  |            | технический остановочный пункт                   |
| 2         | Муезерка                   | 236,060  | Muujärvi                 | октябрь 1963  |            | работает как остановочный пункт                  |
| 2         | 254 км                     | 253,700  |                          | 25.11.1964    |            | технический остановочный пункт                   |
| 2         | 261 км                     | 260,3    |                          | 25.11.1964    |            | бывший посёлок железнодорожников                 |
| 2         | Ледмозеро                  | 271,930  | Liedmajärvi              | 25.11.1964    |            | узловая станция                                  |
| 2         | Хижозеро                   | 286,000  | Hiisijärvi               | 25.11.1964    |            | бывшая станция                                   |
| 2         | Вирда                      | 302,400  | Virta                    | 25.11.1964    |            | упразднён                                        |
| 2         | Боровая                    | 315,700  |                          | 25.11.1964    |            | не работает                                      |
| 2         | Юшкозеро                   | 334,300  | Jyskyjärvi               | 25.11.1964    |            | не работает                                      |

### Линия Ледмозеро — Костомукша-Пассажирская
| Название                | Ордината | Национальное название | Дата открытия | Фотография | Примечание                 |
| ----------------------- | -------- | --------------------- | ------------- | ---------- | -------------------------- |
| Ледмозеро               | 0,000    | Liedmajärvi           | 25.11.1964    |            | узловая станция            |
| Ледмозеро II            | 3,250    |                       | 22.04.2002    |            | узловая станция            |
| 13 км                   | 12,800   |                       | 16.06.1982    |            |                            |
| Разъезд 24 км           | 23,900   |                       | 1979          |            |                            |
| 41 км                   | 41,230   |                       | 16.06.1982    |            |                            |
| Кимасозеро              | 47,430   | Kiimaisjärvi          | 1979          |            |                            |
| 53 км                   | 52,000   |                       | 16.06.1982    |            | КТСМ (служебная остановка) |
| 58 км                   | 58,000   |                       |               |            | служебная остановка        |
| Вонгозеро               | 61,450   | Vonkärvi              | 16.06.1982    |            |                            |
| 67 км                   | 66,450   |                       | 16.06.1982    |            |                            |
| 71 км                   | 70,880   |                       |               |            | служебная остановка        |
| 72 км                   | 71,985   |                       | 16.06.1982    |            | бывшая служебная остановка |
| Костомукша-Товарная     | 80,510   |                       | 1979          |            | грузовая станция           |
| Костомукша-Пассажирская | 90,360   |                       | 1979          |            |                            |

### Линия Кочкома — Ледмозеро
| Название         | Ордината | Национальное название | Дата открытия | Фотография | Примечание                                                          |
| ---------------- | -------- | --------------------- | ------------- | ---------- | ------------------------------------------------------------------- |
| Кочкома          | 0,000    | Kotškoma              | 1916          |            | узловая станция                                                     |
| Пост 1 км (4 км) | 0,700    |                       | 1940          |            |                                                                     |
| Сумская          | 5,050    | Sumski                | 1940          |            | бывший остановочный пункт                                           |
| 9 км             | 6,800    |                       | 1940          |            | бывший остановочный пункт, обслуживал воинскую часть                |
| Разъезд 13 км    | 9,650    |                       | 1940          |            | бывший разъезд                                                      |
| Чёрный Порог     | 12,600   | Mustakoski            | 22.04.2002    |            | замороженная станция                                                |
| Кучозеро         | 36,700   |                       | 22.04.2002    |            | замороженная станция                                                |
| Пертозеро        | 60,293   | Perttijärvi           | 22.04.2002    |            | единственная действующая станция на перегоне Кочкома — Ледмозеро II |
| Ругозеро         | 81,617   | Rukajärvi             | 22.04.2002    |            | замороженная станция                                                |
| Тикша            | 100,527  | Tiiksi                | 22.04.2002    |            | замороженная станция                                                |
| Ледмозеро II     | 3,250    |                       | 22.04.2002    |            | узловая станция                                                     |